# Coll de Jou (Sales de Llierca)
El Coll de Jou és una collada de 938 metres d'altitud, dins el terme municipal de Sales de Llierca, a la Garrotxa.
Està situat al vessant nord de la Calma, a llevant de Sant Grau d'Entreperes i al nord-oest de Sant Miquel de Monteia. És al sud-est del Coll Sabassa i a ponent del Coll del Bes.